# Musl
musl è una libreria standard C destinata ai sistemi operativi Linux e rilasciata sotto licenza MIT. È stata sviluppata da Rich Felker allo scopo di implementare una libreria pulita, efficiente e conforme agli standard.

## Panoramica
musl è stata scritta da zero per essere stabile e affidabile, evitando race conditions e altri problemi che potrebbero causare malfunzionamenti. È stata progettata per facilitare il linking statico, ovvero l'inclusione della libreria direttamente all'interno dell'eseguibile. Questo permette di creare applicazioni indipendenti da librerie esterne. È inoltre ottimizzata per occupare poco spazio e per eseguire rapidamente le operazioni rendendola ideale per sistemi embedded e distribuzioni Linux minimaliste.

## Utilizzo
Di seguito un elenco delle distribuzioni Linux che utilizzano musl come libreria C standard:
- Alpine Linux [3]
- Dragora [4]
- Gentoo Linux (glibc viene proposta come libreria di default ma, in fase di installazione, è possibile optare per musl) [5]
- OpenWrt [6]
- postmarketOS [7]
- Sabotage Linux [8]
- Morpheus Linux [9]
- Chimera Linux [10]
- Void Linux [11]

Il microkernel seL4  viene fornito con musl.
I binari linkati con glibc, gcompat, glibmus-hq. possono essere utilizzati ed eseguiti su distribuzioni basate su musl.